# Джайлз, Альфред
Альфред Уильям Джайлз (англ. Alfred William Gyles, 7 марта 1888, Веллингтон — 15 мая 1967, Левин) — новозеландский шахматист.
Входил в число сильнейших шахматистов Новой Зеландии первой трети XX в.
Двукратный победитель чемпионатов Новой Зеландии (1930 / 31 и 1935 / 36 гг.). Неоднократный серебряный призер чемпионатов Новой Зеландии. В чемпионате 1911 / 12 гг. разделил 1—2 места с У. Э. Мэйсоном, но проиграл дополнительное соревнование. В следующем чемпионате снова участвовал в дележе 1-го места (с Дж. К. Грирсоном и Э. Хиксом), но снова уступил в дополнительном турнире (чемпионом стал Грирсон).

## Спортивные результаты
| Год         | Город      | Соревнование             | + | − | = | Результат | Место |
| ----------- | ---------- | ------------------------ | - | - | - | --------- | ----- |
| 1910 / 1911 | Тимару     | Чемпионат Новой Зеландии | 3 | 5 | 2 | 4 из 10   | 8—9   |
| 1911 / 1912 | Нейпир     | Чемпионат Новой Зеландии | 7 | 3 | 1 | 7½ из 11  | 1—2   |
| 1912 / 1913 | Нельсон    | Чемпионат Новой Зеландии | 8 | 2 | 1 | 8½ из 11  | 1—3   |
| 1913 / 1914 | Окленд     | Чемпионат Новой Зеландии | 8 | 2 | 4 | 10 из 14  | 2—4   |
| 1920 / 1921 | Данидин    | Чемпионат Новой Зеландии |   |   |   |           | [ 3 ] |
| 1921 / 1922 | Окленд     | Чемпионат Новой Зеландии |   |   |   |           | [ 3 ] |
| 1930 / 1931 | Роторуа    | Чемпионат Новой Зеландии |   |   |   |           | 1     |
| 1935 / 1936 | Веллингтон | Чемпионат Новой Зеландии |   |   |   |           | 1     |